# Rathaus Neukölln (metrostation)
Rathaus Neukölln is een station van de metro van Berlijn, gelegen onder de Karl-Marx-Straße in Berlin-Neukölln, nabij het raadhuis van dit stadsdeel, waaraan het station zijn naam dankt. Het metrostation opende op 11 april 1926 en is onderdeel van lijn U7.
Het Berlijnse stadsbestuur kampte bij de aanleg van de Nord-Süd-Bahn (tegenwoordig U6/U7) met een constant gebrek aan financiële middelen, waardoor de lijn na de opening in 1923 steeds in kleine etappes werd verlengd. Op 19 april 1924 werden de stations Mehringdamm en Gneisenaustraße opengesteld en op 14 december van hetzelfde jaar volgde station Hasenheide (nu Südstern). Verdere verlenging zou pas drie en een half jaar later volgen: op 11 april 1926 bereikte de lijn zijn nieuwe eindpunt Bergstraße (nu Karl-Marx-Straße) en werden tevens de stations Hermannplatz en Rathaus Neukölln in gebruik genomen.
Al deze stations werden ontworpen door Alfred Grenander, dé architect van de beginperiode van de Berlijnse metro. Het uiterlijk van station Rathaus Neukölln lijkt sterk op dat van de naburige stations Südstern en Karl-Marx-Straße, maar onderscheidt zich van de genoemde stations door zijn kenkleur. Het principe van herkenningskleuren paste Grenander veelvuldig toe bij volgens standaardontwerpen gebouwde stations. Station Rathaus Neukölln heeft de kenkleur blauw, die tot uitdrukking komt in de betegeling van de steunpilaren op het perron en de omlijstingen van de stationsborden. De wanden werden bekleed met grijze tegels.

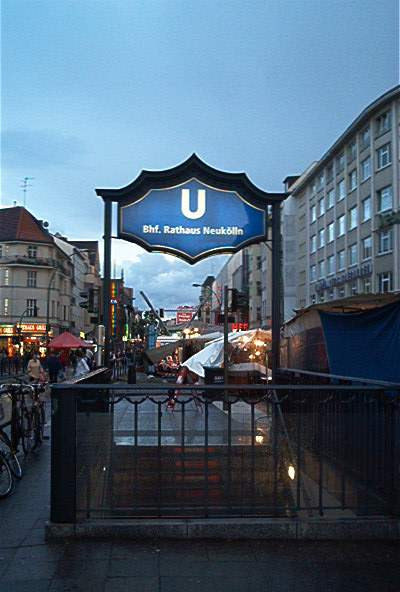
Toegang tot station Rathaus Neukölln op de middenberm van de Karl-Marx-Straße.

Zoals vrijwel alle oudere stations van de Nord-Süd-Bahn ligt Rathaus Neukölln vlak onder de straat, waardoor er geen ruimte was voor tussenverdiepingen, die in de latere stations gebruikelijk zouden worden. Aan beide uiteinden van het eilandperron leiden trappen dan ook rechtstreeks naar de middenberm van de bovenliggende Karl-Marx-Straße. De toegangen werden gemarkeerd met grillige, veelhoekige blauwe borden, het handelsmerk van de Nord-Süd-Bahn. Het perron kreeg de standaardlengte van 80 meter.
Jarenlang veranderde er vrijwel niets in station Rathaus Neukölln, dat de Tweede Wereldoorlog ongeschonden doorstond. In 1967 besloot men het perron te verlengen tot 110 meter, wat op alle na de Nord-Süd-Bahn gebouwde lijnen meteen de standaard was geworden. De kortere perrons op de lijnen 6 en 7 hadden tot capaciteitsproblemen geleid. De tweede en laatste verbouwing van het station volgde aan het eind van de jaren 1990. Tijdens deze renovatie werd het station voorzien van een lift, die net als de trappen rechtstreeks naar de middenberm van de Karl-Marx-Straße leidt, en werd de oorspronkelijke wandbetegeling volledig vervangen. Men deed weinig moeite de nieuwe tegels op het authentieke ontwerp te laten lijken. In tegenstelling tot station Karl-Marx-Straße, waar de oude tegels wel zorgvuldig werden gereproduceerd, staat Rathaus Neukölln dan ook niet onder monumentenbescherming. Sinds de sanering van het station worden de wanden (bekleed met crèmekleurige tegels) gesierd door afbeeldingen van diverse gebouwen in Neukölln.